# Ливадия (Централна Гърция)
Вижте пояснителната страница за други значения на Ливадия.
Ливадия (на гръцки: Λιβαδειά) е град в Гърция. Населението му е 21 379 жители (според данни от 2011 г.). Намира се в часова зона UTC+2. Пощенският му код е 321 00, телефонния 22610, а МПС кода е ΒΙ.